# Dana Vlková
Dana Vlková (* 8. dubna 1950 Praha) je česká zpěvačka. Začínala se skupinou Jezinky. Působila také v hudebním programu Josefa Laufera. Od roku 1980 je spolu s Hanou Buštíkovou součástí pěveckého dua Kamelie.

## Životopis
Dana Vlková se narodila a vyrůstala v Praze. Chodila do dětského rozhlasového sboru pod vedením Bohumila Kulínského (v současnosti Bambini di Praga). Studovala na gymnáziu se zaměřením na francouzštinu a po matirutě se rozhodla ke studiu francouzštiny a češtiny na pedagogické fakultě. Během studia se stala členkou sboru Jezinky, který vystupoval mimo jiné s Helenou Vondráčkovou a pravidelně natáčel sbory pro renomované zpěváky včetně Karla Gotta na nahrávkách Tanečního orchestru Československého rozhlasu. Jezinky natočily dokonce vlastní LP.
Po krátkém vystupování s Karolem Duchoněm na Slovensku dostala nabídku vystupovat s Josefem Lauferem a začala se věnovat zpěvu profesionálně. V Lauferově koncertním programu působila jako doprovodná zpěvačka a potkala se zde s Hanou Buštíkovou. Buštíková odešla k Jiřímu Kornovi a Vlková na mateřskou dovolenou. V té době se rozhodly osamostatnit a vystupovat samy za sebe. Roku 1980 založily duo Kamelie, které bylo populární hlavně v 80. letech 20. století. Vystupovaly i v zemích Východního bloku. V Německu koncertovaly pod názvem „Hana und Dana“. Písně zpívaly a natáčely také v angličtině a němčině. V roce 1983 se s písní „Čau Pepíno“ zúčastnily v Tokiu světové soutěže populární písně World Popular Song Festival Yamaha.
V devadesátých letech 20. století, kdy byl o kulturu menší zájem, Vlková s Buštíkovou společně podnikaly. Otevřely si obchod nejprve s dětským a později s dámským oblečením.
V Kachyňově filmu Smrt krásných srnců ztvárnila roli Irmy. Objevila se i ve snímcích Anděl s ďáblem v těle či Prodavač humoru.
Vlková je rozvedená. Ze vztahu se slovenským textařem Borisem Filanem má syna Marka.